# 宁杭甬高速铁路
宁杭甬高速铁路简称宁杭甬高铁，是长江三角洲地区两条高速铁路的统称，分别为宁杭客运专线和杭甬客运专线。两条线路在杭州东站相连，起点南京南站，终点宁波站，全长约400公里，设计时速350公里，一同通车于2013年7月1日，将杭州至南京的旅行时间缩短到70分钟，杭州至宁波的旅行时间缩短到53分钟。

## 宁杭段
宁杭客运专线起自南京市境内的南京南站，途经句容、溧水、溧阳、宜兴、长兴、湖州、德清，终于杭州市境内的杭州东站，全长249千米，设有南京南、江宁、句容西、溧水、瓦屋山、溧阳、宜兴、长兴、湖州、德清、杭州东十一站，设计时速为350公里，开工于2008年12月27日。

## 杭甬段
杭甬客运专线起自杭州市境内的杭州东站，途经绍兴、上虞、余姚，终于宁波市境内的宁波站，全长152.04千米，设有杭州东、杭州南、绍兴北、上虞北、余姚北、庄桥、宁波七站，设计时速为350公里，开工于2009年4月。

## 轶事
由于宁杭甬高速铁路的名称使用了南京的简称“宁”和宁波的简称“甬”，因而在铁路开通运营之初，有网友误认为名称中的“宁”是宁波的简称，进而对南京为何简称“甬”产生了疑问，成为一则笑话。